# JetBrains (kompanija)
JetBrains (ranije IntelliJ) je kompanija za razvoj softvera čije su alatke namenjene stručnjcima koji se bave razvojem softvera i upravljanjem projekata.
Od 2015. godine kompanija ima više od 500 zaposlenih, raspoređenih u 5 kancelarija u: Pragu, Sankt Peterburgu, Moskvi, Minhenu i Bostonu. Kompanija nudi proširenu porodicu integrisanih razvojnih sredina (engl. integrated development environments, IDEs) za sledeće programske jezike: Java, Ruby, Python, PHP, SQL, Objective-C, C++ i Java Script.
U 2011. godini kompanija je ušla u novu oblast uvođenjem Kotlin-a, novog programskog jezika za Java virtuelnu mašinu (JVM).

## Istorijat
JetBrains, inicijalno nazvan IntelliJ, su 2000. godine u Pragu osnovala tri softver develpera: Sergej Dmitrijev, Valentin Kipiatkov i Judžin Beljajev (Sergey Dmitriev, Valentin Kipiatkov and Eugene Belyaev).
Prvi kompanijski proizvod je bio IntelliJ Renamer, alatka za refaktorizaciju koda u Javi.

Tokom 2012. godine, nakon što je 12 godina bio generalni direktor, Sergej Dmitrijev je prepustio kompaniju dvojici novopostavljenih generalnih direktora, Olegu Stepanovu i Maksimu Šafirovu (engl. Oleg Stepanov, Maxim Shafirov) i posvetio se naučnim poduhvatima u oblasti bioinformatike.

## Proizvodi
Kompanija nudi proširenu porodicu integrisanih razdvojnih okruženja (IDEs) za sledeće programske jezike: Java, Ruby, Python, PHP, Objective-C, C++ i Java Script.
JetBrains takođe proizvodi alate za osobe koje se bave razvojem .NET Framework-a, uključujući i ReShaper, dotTrace, dotMemory, dotCover i dotPeek, kao i alate za razvoj softvera na timskom nivou: TeamCity za kontinuiranu integraciju i građenje menadžmenta, YouTrack za pronalaženje grešaka i Upsource za pregled kodova.
Kompanija je proširila svoje polje poslovanja tokom 2011.godine, predstavljajući Kotlin, novi programski jezik za Java virtuelnu mašinu (JVM).

### Clion
CLion (čita se „si lajon“) je višeplatformsko C/C++ IDE za Linux, OS X i Windows sistem integrisan sa CMake sistemom za izgradnju. Inicijalna verzija će podržavati GNU Complier Collection (GCC), kao i Clang komplajere(compiler) i GDB debagere (debugger), uz nadu JetBrains-a da će moći da podržavaju i LLDB i Gugl Testove u budućnosti. Majkl Fejsmir (Michael Facemire), analitičar Forrester Research-a, je izjavio da sumnja u potencijal ovog proizvoda.

## Model prihoda
JetBrains IDEs imaju nekoliko opcija licenci, koje karakterišu iste sposobnosti softvera i razlike u njihovim cenama i uslovima korišćenja. Timski proizvodi su dostupni kao domaćini i kao instalirane verzije i imaju besplatne verzije za male timove. Svi proizvodi su besplatni za projekte otvorenog koda i obrazovne institucije.
IntelliJ IDEA Ultimate je jedan od retkih proizvoda koji se plaćaju u polju slobodnih ili otvorenih kodova.

## Projekti otvorenog koda
U 2009. godini, JetBrains je osnovnu funkcionalnost IntelliJ IDEA predstavio u otvorenom kodu nudeći besplatan Community Edition. Izgrađen je na IntelliJ platformi i uključuje svoje izvore. JetBrains je oba koda objavlo pod Apache Licencom 2.0. U 2010. godini, Android podrška postala je deo Community Edition-a, a dve godine kasnije Google je objavio svoj Android Studio, IDE za razvoj mobilnih telefona na Android platformi napravljenoj na Community Edition IntelliJ IDEA-e i službenu alternativu za Eclipse Android Developer Tool. U junu 2015. godine najavljeno je da će podrška Eclipse ADT biti prekinuta čime je Android Studio postao zvanični alat za razvoj aplikacija za Android. MPS, skraćenica za meta programerski sistem, i projekat Kotlin, statički tipiziran programski jezik za JVM, su otvorenog koda i nekomercijalni su.

## Prošli projekti
Fabrique, softver okvir za brzi razvoj aplkacije (RAD) za izgradnju prilagođenih veb i poslovnih aplikacija. Uveden je 2004. godine, ali je prestao da se koristi još 2008. godine. OMEA, čitač i organizator za RSS (a kasnije i svake informacije koja dolazi preko nečijeg desktopa), prvi i za sada jedini potrošački-orijentisan proizvod kompanije JetBrains. Uveden je 2004. godine, i nije uspeo da dobije očekivanu popularnost. U 2008. godini, dostigavši v 2.2, OMEA je postao softver otvorenog koda pod GNU General Public Licencom (GPL) v2. Ovaj proizvod je još uvek dostupan za preuzimanje, i posle penzionisanja Google Reader-a, ponovo je dobio određenu pažnju. Astella, IDE za Adobe Flash i Apache Flex. Ovaj veoma kratkotrajan proizvod kompanije JetBrains je objavljen u oktobru 2011. godine, samo mesec dana pre nego što je Adobe Sistems ubio Mobile Flash.

## Nagrade i priznanja
InfoWorld magazin je kompaniji JetBrains dodelio nagradu "Technology of the year Award" u 2015. i 2011. godini.

## Spoljašnje veze
- Zvanični sajt